# Alamis
Alamis is een geslacht van vlinders van de familie spinneruilen (Erebidae), uit de onderfamilie Catocalinae.

## Soorten
- A. atrifusa Hampson, 1902
- A. caffraria Möschler, 1884
- A. deducta Walker, 1857
- A. griveaudi Laporte, 1973
- A. umbrina Guenée, 1852
- A. viettei Berio, 1955